# Julia Verlanger
Pour les articles homonymes, voir Thomas.
Éliane Taïeb, née Grimaître le 7 décembre 1929 à Paris et morte le 3 septembre 1985  à Chaville, plus connue sous ses pseudonymes de Gilles Thomas ou Julia Verlanger, est une écrivaine française de science-fiction.

## Carrière
Son premier texte, intitulé Les Bulles, est une nouvelle parue en octobre 1956 dans la revue Fiction où elle publie régulièrement un total d'une vingtaine de nouvelles jusqu'en 1963. Elle réapparaît ensuite en 1976, avec deux romans publiés dans la collection Fantastique du Masque et, sous le pseudonyme de Gilles Thomas, dans la collection Anticipation du Fleuve noir où elle démarre un cycle de trois romans post-apocalyptiques, L'autoroute sauvage, La mort en billes et L'île brûlée.
La quasi-totalité des romans de Gilles Thomas prend place dans un univers où l'humanité n'est plus limitée à la Terre comme seul habitat. André-François Ruaud évoque d'ailleurs une « histoire du Futur en filigrane ». En effet, presque aucune allusion n'est faite sur le processus qui a mené l'homme à conquérir d'autres planètes dans les romans de Thomas mais même sur un monde médiéval (D'un lieu lointain nommé Soltrois), la toile galactique est toujours présente.
Exceptions dans son œuvre : le livre Les Ratés écrit sous le pseudonyme de Gilles Thomas, se situe sur Terre et reprend les thèmes du Gestalt et de la difformité, thèmes de prédilection de Theodore Sturgeon, qu'il traite en particulier dans Cristal qui songe et Les plus qu'humains ; ainsi que Magie sombre, également écrit sous le nom de Gilles Thomas, mais sortant du registre de la science-fiction pour entrer dans celui du fantastique.
Le prix Julia Verlanger, parrainé par la fondation de France, est remis chaque année durant le festival international des Utopiales de Nantes.

## Œuvres

### Romans

#### Sous le nom de Gilles Thomas
- collection "Anticipation"
  - Les Hommes marqués, no 737
  - L'Autoroute sauvage, no 742
  - La Mort en billes, no 772
  - L'île brûlée, no 910
  - La Croix des décastés, no 767
  - Les Voies d'Almagiel, no 832
  - La Légende des Niveaux Fermés, no 841 et no 1764
  - Les Ratés, no 818
  - Horlemonde, no 991 (d'où sortira la BD Horlemonde)
  - L'Ange aux ailes de lumière, no 873
  - D'un lieu lointain nommé Soltrois, no 928
  - La Jungle de pierre, no 949
  - La Porte des serpents, no 1013
  - Les Cages de Beltem, no 1191
  - Acherra, no 1968, Réédition augmentée des Cages de Beltem, tome 1.
  - Offren, no 1969, Réédition augmentée des Cages de Beltem, tome 2.

- collection "Horizons de l'au-delà"
  - Magie sombre

#### Sous le nom de Julia Verlanger
- La Flûte de verre froid, 1976
- Les Portes sans retour , 1978

### Recueils de nouvelles et nouvelles
- Les Oiseaux de cuir, no 1999, l'un des recueils de nouvelles parus dans la collection Anticipation de Fleuve Noir. Le contenu en est le suivant :
  - Chasse au rêveur (1963)
  - Reflet dans un miroir (1959)
  - Point final (inédit)
  - Nous ne vieillirons pas (1961)
  - Les gladiateurs (1958)
  - Les oiseaux de cuir (1958)
  - La fenêtre (1958)
  - Si belles et si froides (inédit)
  - Le Laxxi (inédit)
  - Les crabes (1960)
  - La fille de l'eau (1957)
  - Les rois détrônés (1973)
  - Une caisse de pruneaux (1961)
  - Les R.A. (1961)
  - La nuit de Martha (1958)
  - Le mal du dieu (1960)
  - Henrietta (inédit)
  - Soyez bons pour les animaux (1959)
  - Match contre Venus (1958)
  - Le cube (1959)
  - Les derniers jours (1958)
  - Le brouillard (1957)
  - Rue du loup-pendu (inédit)
  - Mon copain Jick (1957)

Ces textes avaient été publiés, pour leur grande majorité, dans les périodiques spécialisés Fiction, Galaxie ou encore Satellite, sous le pseudonyme de Julia Verlanger.
- Les Bulles (nouvelle), nouvelle, octobre 1956

### Intégrale
Les éditions Bragelonne ont réédité son œuvre en cinq volumes (2008-2010).
1. La Terre sauvage : L'Autoroute sauvage, La Mort en billes, L'Île brûlée, « Les Bulles », « Le Recommencement », « Nous ne vieillirons pas », « Les Derniers jours » - articles de Laurent Genefort et Serge Perraud.
2. Récits de la Grande Explosion : Les Portes sans Retour, Les Hommes marqués, La Jungle de Pierre, Horlemonde, « Les Gladiateurs » - postface de Xavier Dollo.
3. Dans les mondes barbares : La Croix des décastés, Les Voies dAlmagiel, L'Ange aux ailes de lumière, D'un lieu lointain nommé Soltrois - postface de Roland C. Wagner.
4. Les Portes de la Magie : La Flûte de verre froid, La Porte des serpents, Les Cages de Beltem, « La Fille de l'eau », « Reflet dans un miroir » - entretiens avec Julia Verlanger.
5. Les Parias de l'impossible : Les Ratés, La Légende des Niveaux Fermés, Magie sombre, « Le Brouillard », Nouvelles du Loup pendu (« Une caisse de pruneaux », « Le Laxxi », « Match contre Vénus », « Point final », « Le Mal du dieu », « Mon copain Jick », « Soyez bon pour les animaux », « La Nuit de Martha », « Les Oiseaux de cuir », « Les R.A. », « Répression », « Les Rois détrônés », « La Fenêtre », « Le Cube », « Les Crabes », « Le Bûcher de la sorcière », « Si belles et si froides », « Rue du Loup-Pendu ») - postface de Serge Brussolo et poème de Stefan Wul en hommage à Julia Verlanger.

## Récompenses
Le roman de Gilles Thomas Les cages de Beltem a reçu le Prix Julia-Verlanger 1996, qui est le premier nom de plume d'Eliane Taïeb, sous lequel elle publia La flûte de verre froid et Les portes sans retour. Cette décision a été prise en raison du manque de qualité des ouvrages publiés cette année-là dans les catégories éligibles.

## Postérité

### Prix Julia-Verlanger
Le Prix Julia-Verlanger, sous l'égide de la Fondation de France, récompense chaque année une œuvre de science-fiction d'aventures, de fantasy ou de fantastique. Créé après sa mort par son époux, il est décerné par un jury (actuellement présidé par Sara Doke) depuis le décès de celui-ci.

### Auteurs influencés par Verlanger
Il est encore difficile de quantifier l'influence de Gilles Thomas sur les générations d'après, mais sa patte bien particulière a laissé des traces nettes dans l'imaginaire d'auteurs tels que Laurent Genefort (Elaï, Le Sang des Immortels), Hugues Douriaux (Prix Julia-Verlanger 1989), et plus récemment Thomas Geha (A comme Alone) ou Laurent Whale (Le chant des Psychomorphes, Les étoiles s'en balancent). Thomas Geha évoque cette influence dans un article publié sur son blog. Hugues Douriaux, dans un dossier intitulé "Hugues Douriaux : côté rêve et côté réel" publié dans son roman Le Monde au-delà des brumes au Fleuve Noir Anticipation, dit ceci à propos de Verlanger : « Mes goûts en littérature ? […] Je citerai également une dame que j'appréciais beaucoup, Julia Verlanger, alias Gilles Thomas, qui savait manier la plume et construire de solides histoires, bien ficelées et qui se terminaient bien (ça j'aime!). ».
Par ailleurs, il existe aussi deux adaptations en bandes dessinées de ses romans, toutes deux aux Humanoïdes Associés. Il s'agit de Soltrois, revisitation D'un lieu lointain nommé Soltrois et de l'album Horlemonde (avec au dessin Cédric Peyravernay) qui lui mélange Horlemonde et Les voies d'Almagiel. Les deux séries n'ont connu qu'un seul tome.

### Adaptations des œuvres de Verlanger
En 2006, chez Les Humanoïdes associés, parait le 1er volume d'une série de bandes dessinées intitulée Soltrois, présentée comme écrite d'après D’un lieu lointain nommé Soltrois de Gilles Thomas et, semble-t-il, approuvée par la Fondation Julia Verlanger dont le nom est mentionné.
Une autre adaptation en bande dessinée est la série Horlemonde, adaptée du roman éponyme par Patrick Galliano et dessinée par Cédric Peyravernay, en deux tomes. Le premier tome est sorti en août 2008 et le deuxième tome en 2013. Cette série est également éditée par les Humanoïdes Associés.
Ce même éditeur a regroupé dans une collection intitulée « Planètes orphelines » les adaptations en bande dessinée des œuvres de Verlanger.
- L’Ange aux ailes de lumière (Harry Bozino et Carlos Magno, 2 tomes).
- L’Autoroute sauvage (Mathieu Masmondet et Zhang Xiaoyu, 3 tomes).
- Les Décastés d’Orion (Éric Corbeyran et Jorge Miguel, 2 tomes).
- Horlemonde (Patrick Galliano et Cédric Peyravernay, 2 tomes).